# Caetano N'Tchama
Caetano N'Tchama né le 23 janvier 1955 et mort le 15 décembre 2007, est un homme politique bissau-guinéen.
Ancien Premier ministre du 19 février 2000 au 19 mars 2001 et membre du Parti du renouveau social (PRS).

## Biographie
N'Tchama est ministre de l'Intérieur sous le Premier ministre Francisco Fadul de 1999 à 2000 dans le gouvernement d'union nationale de Fadul, qui prête serment le 20 février 1999, N'Tchama est l'un des membres choisis par la junte militaire d'Ansumane Mane. À la suite de l'élection du chef du PRS Kumba Ialá à la présidence, N'Tchama, qui est le troisième chef du PRS et est un cousin d'Ialá, est choisi par le PRS comme Premier ministre lors d'un vote du parti le 24 janvier 2000, avec 46 voix pour et six voix contre. Fin septembre et début octobre 2000, il se rend à Dakar puis à Paris pour des soins médicaux. Après que Fadul ait accusé N'Tchama de corruption, N'Tchama a déclaré en octobre 2000 qu'il prévoyait d'intenter une action en justice contre Fadul en raison de ces accusations.
En mars 2001, le PRS engage des discussions sur le remplacement de N'Tchama au poste de Premier ministre. Ialá limoge N'Tchama le 19 mars, affirmant que cette décision est nécessaire pour accroître la stabilité et réduire les tensions politiques. N'Tchama est ensuite chef du Conseil d'audit interne avant d'être nommé procureur général le 6 septembre 2001.
Il est décédé le 15 décembre 2007 des suites d'une longue maladie.